# لامپ استروسکوپ
لامپ استروسکوپ یک نوع لامپ است که به طور دائم روشن و خاموش می‌شود.
کاربرد این لامپ بررسی اشیائی است که با سرعت می‌چرخند، یا متحرک هستند مانند قطعات متحرک یک دستگاه. ویژگی این لامپ این است که می‌تواند با رسیدن بخش متحرک به نقطه مورد نظر روشن شود و به دید آن بخش توسط کاربر کمک کند. از این لامپ می‌توان در دوربین‌های عکاسی نیز استفاده کرد.